# Kulików (obwód tarnopolski)
Kulików (ukr. Куликів) – wieś na Ukrainie w rejonie krzemienieckim należącym do obwodu tarnopolskiego.